# Verwünscht
Verwünscht (englisch Enchanted) ist eine US-amerikanische Fantasy-Komödie mit Musical-Einlagen aus dem Jahr 2007. Es ist ein Realfilm mit Zeichentrick-Elementen, wobei die ersten 10 Minuten reiner Zeichentrick sind und danach der Realfilm mit Zeichentrick-Elementen angereichert wird. Die Handlung dieser Produktion aus den Disney-Studios ist inspiriert von den eigenen klassischen Märchenfilmen Disneys. Die Zeichentricksequenzen sind bewusst im traditionellen Zeichenstil (Cel Animation) ohne Mitwirkung von Computern entstanden. Allerdings sind im Realfilm zahlreiche computergenerierte Effekte und Animationen enthalten.

## Handlung
Giselle lebt im fantastischen Zeichentrickland Andalasien, das von der bösen Königin Narissa regiert wird. Deren größte Angst ist es, dass ihr Stiefsohn Prinz Edward seine große Liebe findet und selber König werden will. Um das zu verhindern, wird Edward stets von dem Bediensteten Nathaniel begleitet, der dafür sorgt, dass der Prinz durch die Jagd auf Trolle nicht auf den Gedanken kommt, sich eine Frau zu suchen. Auf einer dieser Trolljagden kommt Prinz Edward im Wald in die Nähe des Häuschens, in dem Giselle, umgeben von vielen Tieren, lebt. Als er sie singen hört, ist er sich sicher, dass er seine Prinzessin gefunden hat. Nathaniel versucht noch, das sich ankündigende Glück durch das Freilassen des gerade gefangenen Trolls zu zerstören, doch Edward rettet Giselle, und da es Liebe auf den ersten Blick ist, beschließen die beiden sofort, am nächsten Tag zu heiraten.
Davon ist Königin Narissa nicht begeistert, weshalb sie sich am nächsten Morgen in eine alte Frau verwandelt, Giselle auf dem Weg zur Hochzeit abfängt und in einen angeblichen Wunschbrunnen stößt, der sich aber als Tor in die Wirklichkeit erweist.
Nun folgt der erste Wechsel von der Zeichentrick- zur realen Welt. Verstört und in ihrem Hochzeitskleid landet Giselle mitten auf dem Times Square in New York City. Nach unschönen Erfahrungen mit einigen New Yorkern trifft sie auf den Scheidungsanwalt Robert und dessen kleine Tochter Morgan, die der Unglücklichen helfen will. Robert ist weniger begeistert über die Fremde, doch er lässt sie in seiner Wohnung übernachten. Als seine Fast-Verlobte Nancy Giselle am nächsten Morgen nur mit einem Handtuch bekleidet vorfindet, kommt es zum Streit und Robert beschließt, seinen unliebsamen Gast möglichst schnell wieder loszuwerden.
Er nimmt Giselle mit in die Kanzlei und bittet dort die Empfangssekretätin, ihre Heimreise zu organisieren. Inzwischen hat Giselle damit begonnen, eine Scheidungsklientin mit deren Ehegatten zu versöhnen, was den Chef der Kanzlei erzürnt. Robert bringt Giselle nach draußen auf die Straße und schickt sie mit etwas Geld weg. Vom schlechten Gewissen geplagt, folgt er ihr aber in einen Park, wo sich die beiden besser kennenlernen und auch auf einige Unterschiede stoßen. So irritiert Robert von Giselles märchenhaften Vorstellungen von der Liebe ist, so verstörend findet sie seine harten Worte über die Realität zwischenmenschlicher Beziehungen.
Ein Freund von Giselle, das Backenhörnchen Pip, hat beobachtet, wie sie in den Brunnen gestoßen wurde, und eilt ihr mit Prinz Edward zur Hilfe. Die böse Königin schickt auch ihren Gehilfen Nathaniel hinterher, um zu verhindern, dass sich das Paar wiederfindet. Pip, der zufällig vom Plan der Königin erfährt, Giselle mit Hilfe von vergifteten Äpfeln in einen magischen Schlaf zu versetzen, kann in der realen Welt nicht sprechen, und seine wiederholten pantomimischen Kommunikationsversuche versteht der Prinz einfach nicht. Nur durch Glück entgeht Giselle zwei Giftanschlägen. Ein weiteres Problem ist, dass Edward nicht weiß, wo genau er nach ihr suchen soll, bis er sie schließlich in den Lokalnachrichten im Fernsehen sieht.
Giselle, die sich in der Zwischenzeit in Robert verliebt hat, freut sich nicht so sehr wie erwartet über das Wiedersehen mit ihrem Prinzen und bittet ihn vor der Hochzeit erst um ein Date. Auf einem Kostümball unter dem Motto „Könige & Königinnen“ treffen sie Robert und Nancy. Direkt beim ersten Tanz sollen die Partner getauscht werden und Robert und Giselle kommen sich nahe. Daher belastet Giselle die bevorstehende Rückkehr mit Prinz Edward nach Andalasien sehr.
Da erscheint – wieder als alte Frau verkleidet – die böse Königin und setzt ihren Vergiftungsplan selbst in die Tat um. Das Entsetzen ist groß, als Giselle leblos zu Boden fällt, doch kurz vor Mitternacht kommt Robert die Idee, dass ein „Kuss der wahren Liebe“ sie noch retten könnte. Nach einem vergeblichen Versuch von Prinz Edward ist er an der Reihe und erlöst die Schlafende von dem Fluch. Wütend verwandelt sich Narissa in einen Drachen und entführt Robert auf die Spitze des Hochhauses. Giselle klettert hinterher, um ihren Liebsten zu retten, was ihr schließlich auch gelingt. Während Giselle mit Robert und Morgan in der realen Welt glücklich wird, kehrt Edward mit Nancy nach Andalasien zurück, wo die beiden (in Zeichentrickform) heiraten.

## Rezensionen
Verwünscht erhielt ein gutes Presseecho, was sich auch in den Auswertungen US-amerikanischer Aggregatoren widerspiegelt. So erfasst Rotten Tomatoes größtenteils positive Besprechungen und ordnet den Film dementsprechend als „Zertifiziert Frisch“ ein. Laut Metacritic fallen die Bewertungen im Mittel „Grundsätzlich Wohlwollend“ aus.

„schrullig, köstlich und charmant“

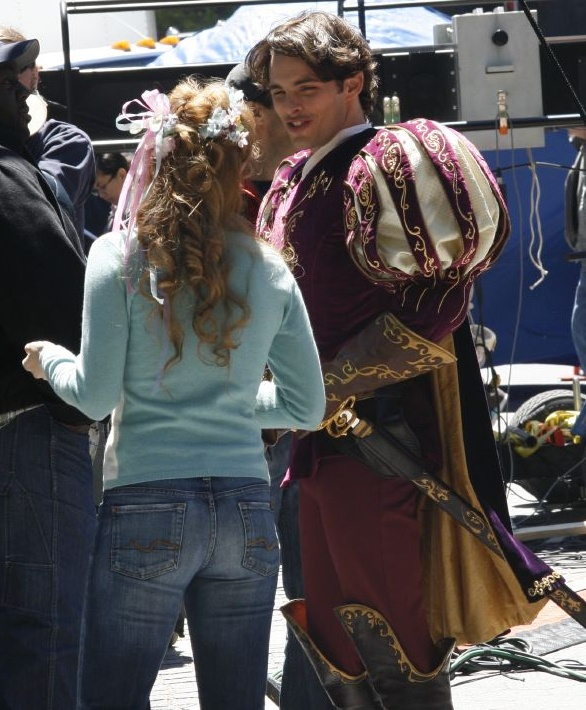
Amy Adams und James Marsden während der Dreharbeiten zu Verwünscht

Die Zeitschrift Cinema schrieb, der Film spiele selbstironisch mit nahezu allen Klischees klassischer Disney-Trickfilme, bleibe deren versöhnlichem Geist aber stets treu. Das mache „dieses flotte, zuckersüße Prinzessinnen-Abenteuer zum perfekten Weihnachtsfilm für die ganze Familie“.
Angela Zierow schrieb in TV Digital 26 vom 14. Dezember 2007, dass der Film eine „herrliche Modernisierung und augenzwinkernde Hommage an den Disney-Klassiker Aschenputtel sei, der Erwachsenen und Kindern gleichermaßen Spaß machen dürfte“.

„Unterhaltsames Märchen als Mischung aus Animations- und Realfilm, das mit einigen hübschen Einfällen aufwartet. Dabei zelebriert der Film den Disney-Kitsch, den er zunächst persifliert, freilich auf Dauer selbst und überzuckert den Erdenalltag mit einer recht großen Portion Naivität.“

## Auszeichnungen
Saturn Award 2007
- Saturn Award in der Kategorie Bester Fantasyfilm
- Saturn Award in der Kategorie Beste Hauptdarstellerin für Amy Adams
- Saturn Award in der Kategorie Beste Musik für Alan Menken

Academy Award (Oscar) 2008
- Nominierung in der Kategorie Bester Song mit Happy Working Song für Alan Menken und Stephen Schwartz
- Nominierung in der Kategorie Bester Song mit So Close für Alan Menken und Stephen Schwartz
- Nominierung in der Kategorie Bester Song mit That’s How You Know für Alan Menken und Stephen Schwartz

Golden Globe Award 2008
- Nominierung in der Kategorie Bester Filmsong mit „That’s How You Know“ für Alan Menken und Stephen Schwartz
- Nominierung in der Kategorie Beste Hauptdarstellerin – Komödie oder Musical für Amy Adams

Sowie weitere drei Gewinne und 20 Nominierungen.

## Entstehung und Veröffentlichung
| Figur           | Darsteller       | Deutscher Sprecher                                  |
| --------------- | ---------------- | --------------------------------------------------- |
| Giselle         | Amy Adams        | Giuliana Jakobeit (Sprache) Kerstin Heiles (Gesang) |
| Robert          | Patrick Dempsey  | Boris Tessmann                                      |
| Prinz Edward    | James Marsden    | Stefan Günther                                      |
| Nathaniel       | Timothy Spall    | Gudo Hoegel                                         |
| Nancy           | Idina Menzel     | Bettina Weiß                                        |
| Morgan          | Rachel Covey     | Soraya Richter                                      |
| König Marth     | Keith Beraingham | Kurt Sobotka                                        |
| Königin Narissa | Susan Sarandon   | Kerstin Sanders-Dornseif                            |
| Erzählerin      | Julie Andrews    | Traudel Haas                                        |

Der Film wurde in New York City gedreht. Seine Weltpremiere fand am 20. Oktober 2007 auf dem The Times bfi London Film Festival statt; am 27. Oktober 2007 wurde er auf dem RomaCinemaFest gezeigt. Die Kinovorführungen in den USA starteten am 21. November 2007 und in Deutschland am 20. Dezember 2007. Das Budget betrug rund 85 Millionen US-Dollar. Das Einspielergebnis betrug rund 340 Millionen US-Dollar.
Im Film parodierte Filme (ebenfalls von Disney): Cinderella, Schneewittchen und die sieben Zwerge, Dornröschen, Susi und Strolch, Arielle, die Meerjungfrau, Die Schöne und das Biest, Mary Poppins.
Im Original übernahm Amy Adams auch die Gesangsparts, in der deutschen Synchronisation sprach Giuliana Jakobeit wie üblich für sie, Kerstin Heiles übernahm die Gesangsparts.
Die englischen Sprecherinnen von Arielle und Belle, Jodi Benson und Paige O’Hara, haben im Film Cameo-Auftritte als Rezeptionistin beziehungsweise Soap-Darstellerin. Des Weiteren ist Judy Kuhn, die Gesangsstimme von Pocahontas, in einer Szene als dreifache Mutter zu sehen.
Dem deutschen Filmverleih ist bei der Übersetzung des Filmtitels ein Fehler unterlaufen: Der Originaltitel „Enchanted“ bedeutet übersetzt „verwunschen“.
Das Wort „verwünscht“ existiert im Deutschen lediglich als konjugierte Form des Verbs „verwünschen“ in der 3. Person Präsens, umgangssprachlich und im Österreichischen auch in der 2. Person Präsens, sowie als Partizip II in Verbindung mit „haben“. Als Adjektiv – wie in diesem Fall genutzt – ist „verwünscht“ sprachlich falsch.

## Fortsetzung
Am 18. November 2022 erschien mit Verwünscht nochmal (OT: Disenchanted) auf Disney+ die Fortsetzung. Unter der Regie von Adam Shankman nehmen in der Fortsetzung Adams, Dempsey, Menzel und Marsden ihre Rollen wieder auf. Newcomerin Gabriella Baldacchino ersetzt Covey als Roberts Tochter Morgan, obwohl Covey im Film einen kurzen Cameo-Auftritt hat. Zu ihnen gesellen sich Maya Rudolph, Jayma Mays und Yvette Nicole Brown als neue Charaktere. Der Film erhielt gemischte Kritiken.

## Soundtrack
- Alan Menken, Stephen Schwartz: Enchanted. An Original Walt Disney Records Soundtrack. Walt Disney Records, Burbank 2007, Tonträger Nr. D000092502 – Originaleinspielung der Filmmusik unter der Leitung von Michael Kosarin und Blake Neely